# Kadobna, Kaluș
Kadobna (în ucraineană Кадобна) este o comună în raionul Kaluș, regiunea Ivano-Frankivsk, Ucraina, formată numai din satul de reședință.

## Demografie
Componența lingvistică a comunei Kadobna
     Ucraineană (99,7%)
     Alte limbi (0,23%)
Conform recensământului din 2001, majoritatea populației comunei Kadobna era vorbitoare de ucraineană (99,7%), existând în minoritate și vorbitori de alte limbi.